# Hay River
Hay River (Xátł'odehchee / xátɬ’odɛhtʃʰe/), conhecida como "o Hub do Norte", é uma cidade dos Territórios do Noroeste, Canadá, localizada na margem sul do Grande Lago do Escravo, na foz do rio Hay. A cidade fica na região de South Slave e, juntamente com Fort Smith, é um dos dois centros regionais.